# Чаглар Ертугрул
Чаглар Ертугрул (тур. Çağlar Ertuğrul; Измир, 5. новембар 1987) је турски филмски, телевизијски, позоришни глумац и дипломирани машински инжењер.

## Биографија
Чаглар Ертугрул рођен је 5. новембра 1987. у провинцији Каршијака у Измиру. Отац му је геолошки инжењер, а мајка ортодонт. Има старију сестру Пинар. Основну школу завршио је у родном месту. Средњу школу Борнова завршио је 2005. године. Студирао је машинство на Универзитету Коч, где је био члан драмског клуба. Тамо се опробао у бројним улогама у позоришним представама Ромео и Јулија, Леш, Побуњеник. Дипломирао је 2011. године.

## Каријера
Глумачки се усавршавао у Драмским школама 35bucuk и 3 M.O.T.A, а након тога и у Позоришном и филмском институту Ли Страсберг у Вест Холивуду. Након тога је глумио у неколико реклама. Филмски деби имао је у ратној драми Алпера Чаглара, Планина, из 2012. године. Улогу поручника Огуза Чаглара поновио је и у наставку филма, који је проглашен за најгледанији 2016. године у Турској. Трећи наставак планиран је за 2023. годину. Након тога глумио је у низу других серија и филмова. Остварио је улоге у серијама Не брини за мене, Плима и осека, Прогнани — Сејит и Шура, Ћерке.

## Приватни живот
Поред матерњег турског, течно говори енглески и немачки. У слободно време бави се спортом и кувањем. Због физичке сличности, у јавности га често упоређују са америчким глумцем Џејком Џиленхолом.

## Филмографија
| Година:    | Српски назив:           | Оригинални назив: | Улога:               | Жанр:  |
| ---------- | ----------------------- | ----------------- | -------------------- | ------ |
| 2019-2020. | Љубав на помолу         |                   | Керем Јигитер        | серија |
| 2019.      | /                       |                   | Ибрахим              | филм   |
| 2018.      | /                       |                   | Емир                 | филм   |
| 2017.      | /                       |                   | Онај                 | филм   |
| 2017-2018. | Ћерке                   |                   | Јагиз Егемен         | серија |
| 2017.      | /                       |                   | Акин Јилмаз          | филм   |
| 2015.      | /                       |                   | Поручник Огуз Чаглар | филм   |
| 2014.      | /                       |                   | Хашмет               | филм   |
| 2014.      | Плима и осека           |                   | Инанч Парс           | серија |
| 2013-2014. | Прогнани — Сејит и Шура |                   | Јусуф                | серија |
| 2014.      | /                       |                   | Галош Ерсен          | серија |
| 2014.      | /                       |                   | Башар Коркмаз        | серија |
| 2012-2014. | Не брини за мене        | Benim İçin Üzülme | Синан Авчиоглу       | серија |
| 2012.      | /                       | Dağ               | Поручник Огуз Чаглар | филм   |